# Chambre des représentants des peuples
Ne doit pas être confondu avec Assemblée des représentants du peuple.
6e législature
Bâtiment du parlement éthiopien (en)
La Chambre des représentants des peuples (en amharique : የሕዝብ ተወካዮች ምክር ቤት romanisé : Yehizb tewekayoch Mekir Bet) est la chambre basse du parlement bicaméral de l'Éthiopie. Elle est composée de 547 membres représentant les peuples d'Éthiopie, élus pour cinq ans.

## Système électoral
La Chambre des représentants des peuples est dotée de 547 sièges pourvus pour cinq ans au scrutin uninominal majoritaire à un tour dans autant de circonscriptions. Sur ce total, 22 sièges sont réservés à des minorités ethniques reconnues,.

## Liste des présidents
| Nom            | Durée                            | Parti    |
| -------------- | -------------------------------- | -------- |
| Dawit Yohannes | 1995 - 2005                      |          |
| Teshome Toga   | 10 octobre 2005 - 3 octobre 2010 |          |
| Abadula Gemeda | 4 octobre 2010 - 19 avril 2018   | ODPO     |
| Muferiat Kamil | 19 avril 2018 - 16 octobre 2018  | MDPSE    |
| Tagesse Chafo  | depuis le 18 octobre 2018        | MDPSE/PB |